# Ludes
Pour l’article homonyme, voir Lude (langue).
Ludes est une commune française, située dans le département de la Marne en région Grand Est.
Les habitants de Ludes sont appelés les Ludéens et les Ludéennes.

## Géographie

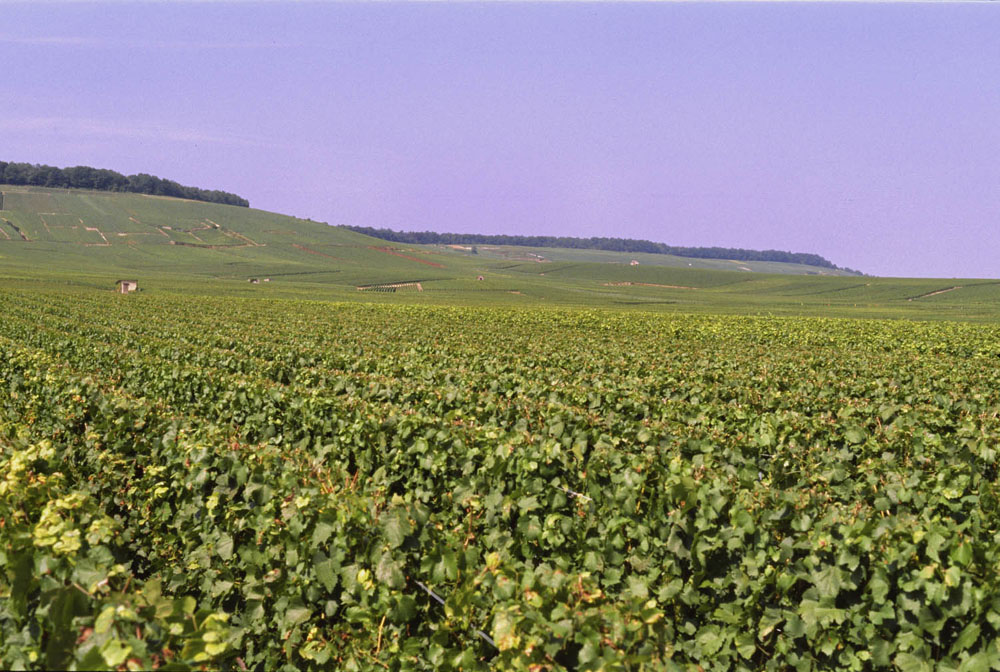
Vignoble de la Côte des Blancs.

Ludes est un bourg viticole située dans l'aire d'appellation Champagne, située à flanc de coteau, avec au sud la Montagne de Reims et sa forêt, et sur les trois autres côtés, le vignoble, les terres agricoles limitant le côté nord-est. Il est inclus dans le Parc naturel régional de la Montagne de Reims. Il est situé à 12 km au sud de Reims, 15 km au nord d'Épernay et à 30 km au nord-ouest de Châlons-en-Champagne.
Le territoire de Ludes s’étend sur 1 222 ha, dont 416 de forêt et 318 de vignes à appellation Champagne

### Communes limitrophes
La commune est bordée par 7 villages : Ville-en-Selve, Chigny les Roses, Rilly-la-Montagne, Taissy, Puisieulx, Mailly-Champagne et Louvois..
| Rilly-la-Montagne | Taissy         | Puisieulx        |
| Chigny-les-Roses  | Ludes          | Mailly-Champagne |
|                   | Ville-en-Selve | Val de Livre     |

### Hydrographie

#### Réseau hydrographique
La commune est traversée par la ligne de partage des eaux entre les régions hydrographiques « la Seine de sa source au confluent de l'Oise (exclu) » et « la Seine du confluent de l'Oise (inclus) à l'embouchure » au sein du bassin Seine-Normandie. Elle est drainée par la Livre, la noue de Rilly, le Fossé Colas Jacquer, la noue Brachet, le cours d'eau 07 de la commune de Chigny-les-Roses et le Fossé 01 des Batis de Puisieulx,.
La Livre, d'une longueur de 15 km, prend sa source dans la commune  et se jette  dans la Marne à Aÿ-Champagne, après avoir traversé six communes.

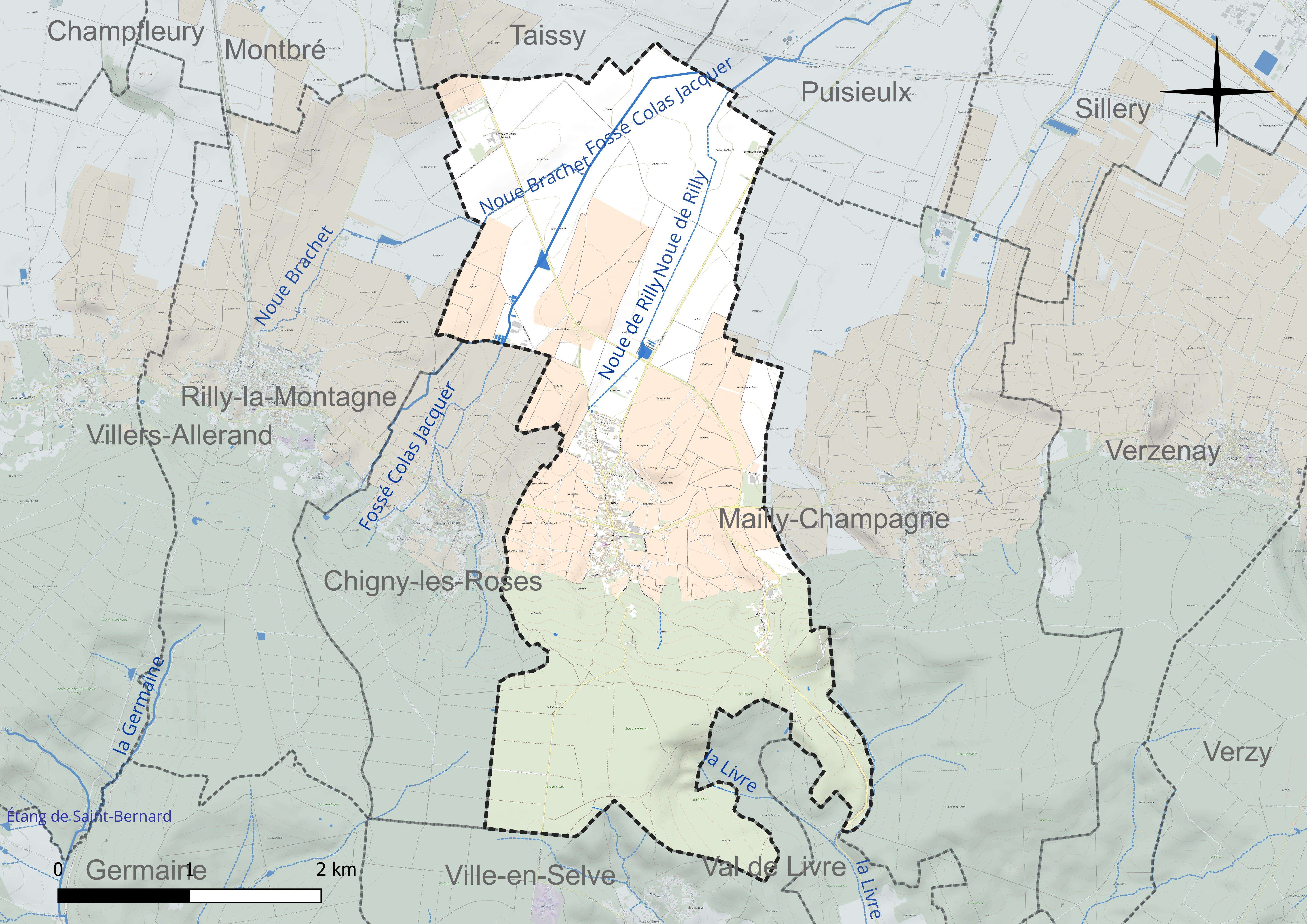
Réseau hydrographique de Ludes.

#### Gestion et qualité des eaux
Le territoire communal est couvert par le schéma d'aménagement et de gestion des eaux (SAGE) « Aisne Vesle Suippe ». Ce document de planification, dont le territoire s’étend sur 3 096 km2 répartis sur trois départements (Aisne, Marne et Ardennes) et deux régions (Champagne-Ardenne et Picardie), a été approuvé le 16 décembre 2013. La structure porteuse de l'élaboration et de la mise en œuvre est le Syndicat d’aménagement des bassins Aisne Vesle Suippe (SIABAVES).
La qualité des cours d’eau peut être consultée sur un site dédié géré par les agences de l’eau et l’Agence française pour la biodiversité.

### Climat
Pour des articles plus généraux, voir Climat du Grand Est et Climat de la Marne.
En 2010, le climat de la commune est de type climat océanique dégradé des plaines du Centre et du Nord, selon une étude du Centre national de la recherche scientifique s'appuyant sur une série de données couvrant la période 1971-2000. En 2020, Météo-France publie une typologie des climats de la France métropolitaine dans laquelle la commune est exposée à un climat océanique altéré et est dans la région climatique Nord-est du bassin Parisien, caractérisée par un ensoleillement médiocre, une pluviométrie moyenne régulièrement répartie au cours de l’année et un hiver froid (3 °C).
Pour la période 1971-2000, la température annuelle moyenne est de 10,6 °C, avec une amplitude thermique annuelle de 16,5 °C. Le cumul annuel moyen de précipitations est de 733 mm, avec 11,7 jours de précipitations en janvier et 7,5 jours en juillet. Pour la période 1991-2020, la température moyenne annuelle observée sur la station météorologique de Météo-France la plus proche, « Mailly-civc », sur la commune de Mailly-Champagne à 2 km à vol d'oiseau, est de 11,2 °C et le cumul annuel moyen de précipitations est de 755,5 mm. 
La température maximale relevée sur cette station est de 39,8 °C, atteinte le 25 juillet 2019 ; la température minimale est de −20 °C, atteinte le 16 janvier 1985,,.
Les paramètres climatiques de la commune ont été estimés pour le milieu du siècle (2041-2070) selon différents scénarios d'émission de gaz à effet de serre à partir des nouvelles projections climatiques de référence DRIAS-2020. Ils sont consultables sur un site dédié publié par Météo-France en novembre 2022.

## Urbanisme

### Typologie
Au 1er janvier 2024, Ludes est catégorisée bourg rural, selon la nouvelle grille communale de densité à sept niveaux définie par l'Insee en 2022.
Elle est située hors unité urbaine. Par ailleurs la commune fait partie de l'aire d'attraction de Reims, dont elle est une commune de la couronne,. Cette aire, qui regroupe 294 communes, est catégorisée dans les aires de 200 000 à moins de 700 000 habitants,.

### Occupation des sols
L'occupation des sols de la commune, telle qu'elle ressort de la base de données européenne d’occupation biophysique des sols Corine Land Cover (CLC), est marquée par l'importance des territoires agricoles (61,5 % en 2018), une proportion sensiblement équivalente à celle de 1990 (61,7 %). La répartition détaillée en 2018 est la suivante : 
forêts (35,4 %), terres arables (32,6 %), cultures permanentes (28,9 %), zones urbanisées (3,2 %). L'évolution de l’occupation des sols de la commune et de ses infrastructures peut être observée sur les différentes représentations cartographiques du territoire : la carte de Cassini (XVIIIe siècle), la carte d'état-major (1820-1866) et les cartes ou photos aériennes de l'IGN pour la période actuelle (1950 à aujourd'hui).

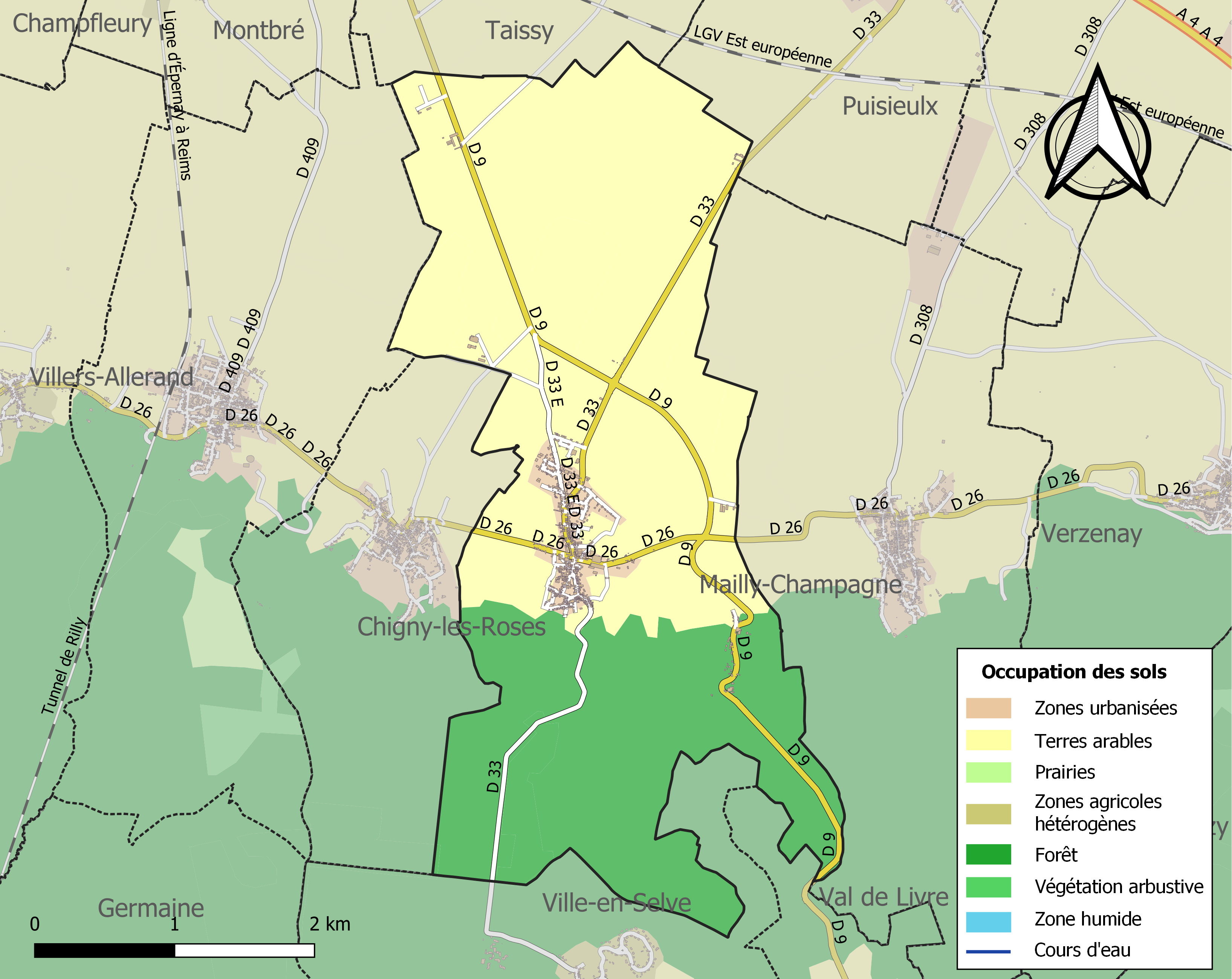
Carte des infrastructures et de l'occupation des sols de la commune en 2018 (CLC).

### Habitat et logement
En 2018, le nombre total de logements dans la commune était de 336, alors qu'il était de 318 en 2013 et de 311 en 2008.
Parmi ces logements, 83,7 % étaient des résidences principales, 7,1 % des résidences secondaires et 9,2 % des logements vacants. Ces logements étaient pour 94,5 % d'entre eux des maisons individuelles et pour 5,5 % des appartements.
Le tableau ci-dessous présente la typologie des logements à Ludes en 2018 en comparaison avec celle de la Marne et de la France entière. Une caractéristique marquante du parc de logements est ainsi une proportion de résidences secondaires et logements occasionnels (7,1 %) supérieure à celle du département (2,9 %) et à celle de la France entière (9,7 %). Concernant le statut d'occupation de ces logements, 78,4 % des habitants de la commune sont propriétaires de leur logement (80,1 % en 2013), contre 51,7 % pour la Marne et 57,5 pour la France entière.
| Typologie                                               | Ludes | Marne | France entière |
| ------------------------------------------------------- | ----- | ----- | -------------- |
| Résidences principales (en %)                           | 83,7  | 88,1  | 82,1           |
| Résidences secondaires et logements occasionnels (en %) | 7,1   | 2,9   | 9,7            |
| Logements vacants (en %)                                | 9,2   | 9     | 8,2            |

## Toponymie
Le nom de la localité est attesté sous les formes Lucida (vers 818) ; Luidum (1147) ; Luidia (1215) ; Lusdia (1216) ; Lude (1220) ; Luide, la Lude (vers 1222) ; Luida (1233) ; Luyda (1257) ; Luisdia (vers 1260) ; Luda (vers 1263) ; Ludya (1276) ; Luyde (1295) ; Ludia (1303-1312) ; Ludes (1349) ; Luydes, Luides (1353) ; Luddes (1602) ; Ludde (1662).
Toponyme issu du latin Lucida qui signifie « clairière ».

## Histoire
Ludes a été desservie de 1896 à 1931 par la ligne Reims - Châlons-en-Champagne des Chemins de fer de la Banlieue de Reims, un réseau départemental de chemin de fer secondaire qui servait au transport des voyageurs et des marchandises.
La commune, qui a subi des destructions pendant la Première Guerre mondiale, est décorée de la Croix de guerre 1914-1918 le 30 mai 1921.

Ludes au tout début du XXe siècle
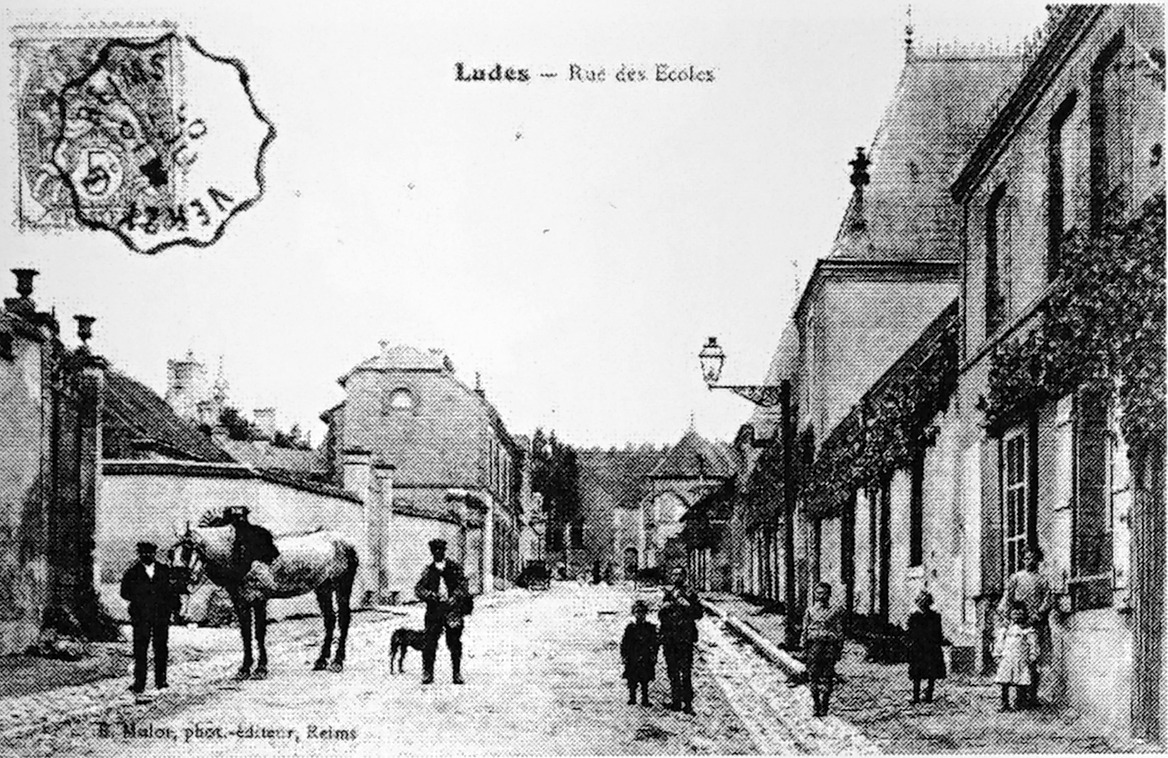
La rue des Écoles.
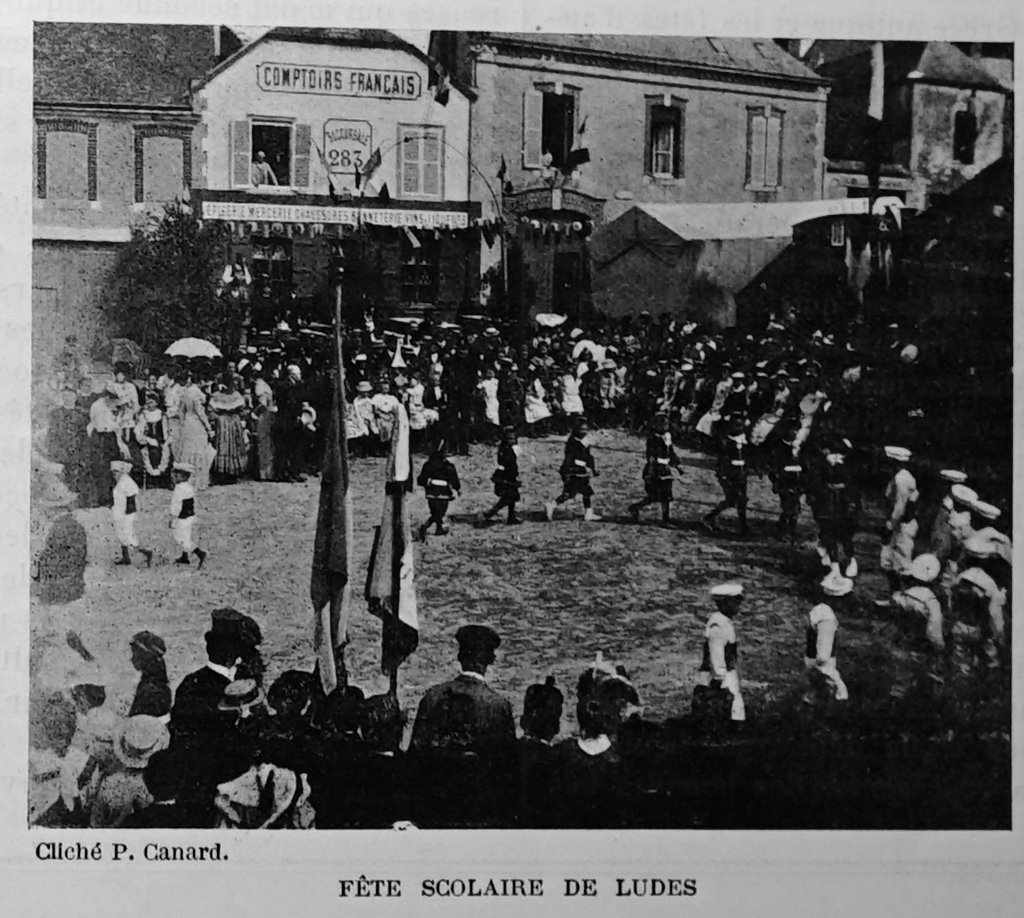
Fête scolaire en 1906.
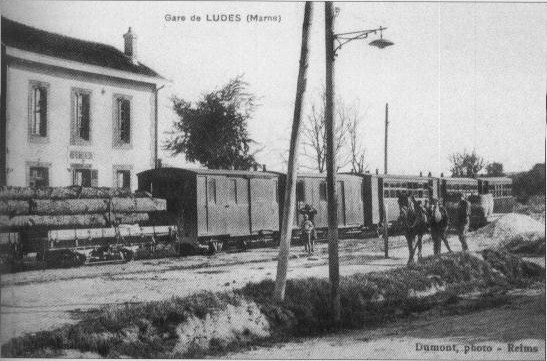
L'ancienne gare des Chemins de fer de la Banlieue de Reims.
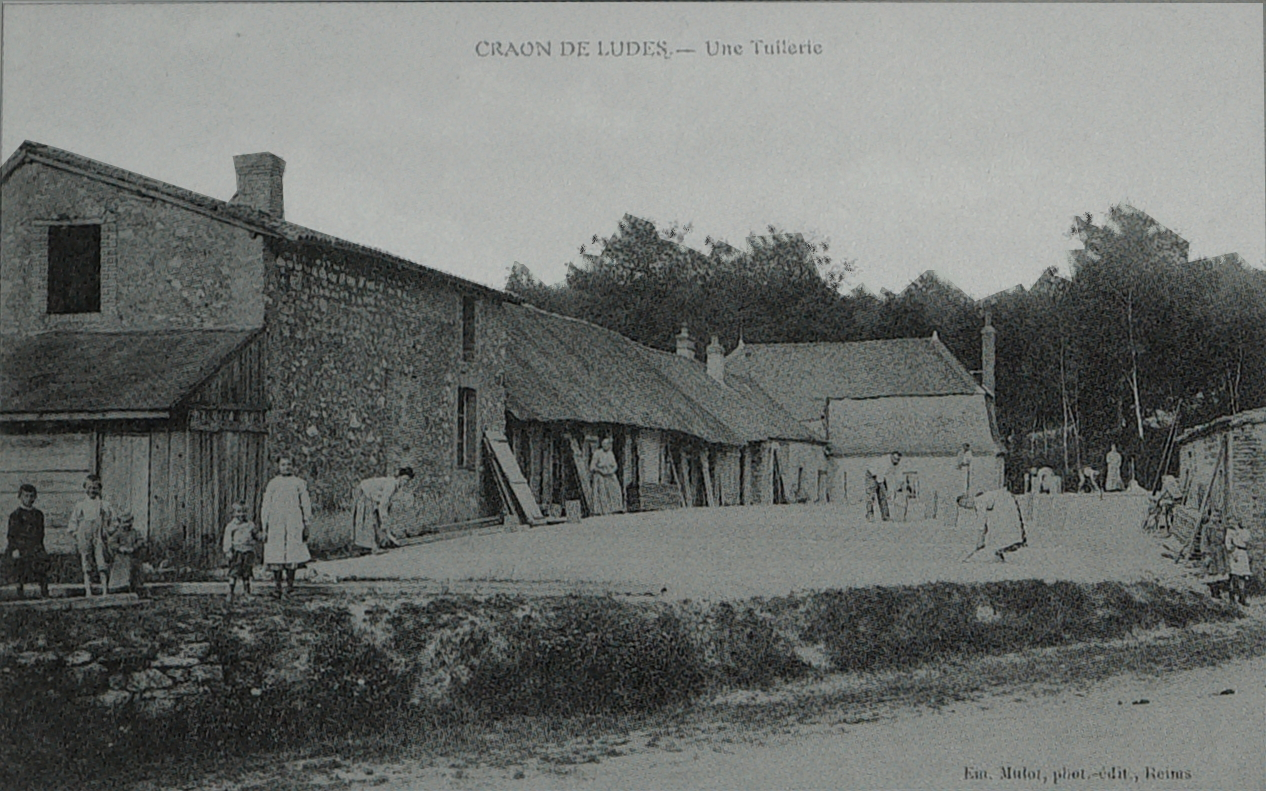
Une tuilerie à Cran de Ludes vers Louvois.

## Politique et administration

### Rattachements administratifs et électoraux

#### Rattachements administratifs
La commune se trouve  dans l'arrondissement de Reims du département de la Marne.
Elle faisait partie depuis 1801 du canton de Verzy . Dans le cadre du redécoupage cantonal de 2014 en France, cette circonscription administrative territoriale a disparu, et le canton n'est plus qu'une circonscription électorale.

#### Rattachements électoraux
Pour les élections départementales, la commune fait partie depuis 2014 du canton de Mourmelon-Vesle et Monts de Champagne
Pour l'élection des députés, elle fait partie de la troisième circonscription de la Marne.

### Intercommunalité
La commune, antérieurement membre de la communauté de communes Vesle-Montagne de Reims, est membre, depuis le 1er janvier 2014, de la communauté de communes Vesle et Coteaux de la Montagne de Reims.
En effet, conformément aux prévisions du schéma départemental de coopération intercommunale (SDCI) de la Marne du 15 décembre 2011, cette communauté de communes est née le 1er janvier 2014 de la fusion de trois petites intercommunalités :
- la communauté de communes des Forêts et Coteaux de la Grande Montagne (CCFCGM), qui regroupait cinq communes ;
- la communauté de communes des Rives de Prosne et Vesle (CCRPV), sauf la commune de Prosnes, soit deux communes ;
- la communauté de communes Vesle-Montagne de Reims (CCVMR), qui regroupait neuf communes ;

auxquelles s'est joint la commune isolée de Villers-Marmery.

### Liste des maires
| Période                                  | Période | Identité        | Étiquette | Qualité |
| ---------------------------------------- | ------- | --------------- | --------- | ------- |
| Les données manquantes sont à compléter. |         |                 |           |         |
| 1779                                     |         | Remy Raillet    |           | Syndic  |
| 1788                                     |         | Sébastien Louis |           | Syndic  |

### Distinctions et labels
Ludes a obtenu deux fleurs[Quand ?] au Concours des villes et villages fleuris.

### Jumelages
- Jumelage avec  Sörgenloch (Allemagne), proche de Mayence.[réf. nécessaire]

## Démographie
L'évolution du nombre d'habitants est connue à travers les recensements de la population effectués dans la commune depuis 1793. Pour les communes de moins de 10 000 habitants, une enquête de recensement portant sur toute la population est réalisée tous les cinq ans, les populations de référence des années intermédiaires étant quant à elles estimées par interpolation ou extrapolation. Pour la commune, le premier recensement exhaustif entrant dans le cadre du nouveau dispositif a été réalisé en 2006.

En 2022, la commune comptait 691 habitants, en évolution de +8,82 % par rapport à 2016 (Marne : −1,19 %, France hors Mayotte : +2,11 %).
| 1793 | 1800 | 1806 | 1821 | 1831 | 1836 | 1841 | 1846 | 1851 |
| ---- | ---- | ---- | ---- | ---- | ---- | ---- | ---- | ---- |
| 650  | 656  | 720  | 732  | 841  | 875  | 884  | 931  | 956  |

| 1856 | 1861 | 1866 | 1872 | 1876 | 1881 | 1886 | 1891 | 1896 |
| ---- | ---- | ---- | ---- | ---- | ---- | ---- | ---- | ---- |
| 904  | 974  | 974  | 930  | 906  | 953  | 960  | 989  | 962  |

| 1901 | 1906 | 1911 | 1921 | 1926 | 1931 | 1936 | 1946 | 1954 |
| ---- | ---- | ---- | ---- | ---- | ---- | ---- | ---- | ---- |
| 967  | 990  | 850  | 780  | 784  | 753  | 747  | 691  | 625  |

| 1962 | 1968 | 1975 | 1982 | 1990 | 1999 | 2006 | 2011 | 2016 |
| ---- | ---- | ---- | ---- | ---- | ---- | ---- | ---- | ---- |
| 706  | 746  | 725  | 741  | 678  | 657  | 628  | 627  | 635  |

| 2021 | 2022 | - | - | - | - | - | - | - |
| ---- | ---- | - | - | - | - | - | - | - |
| 685  | 691  | - | - | - | - | - | - | - |

## Économie

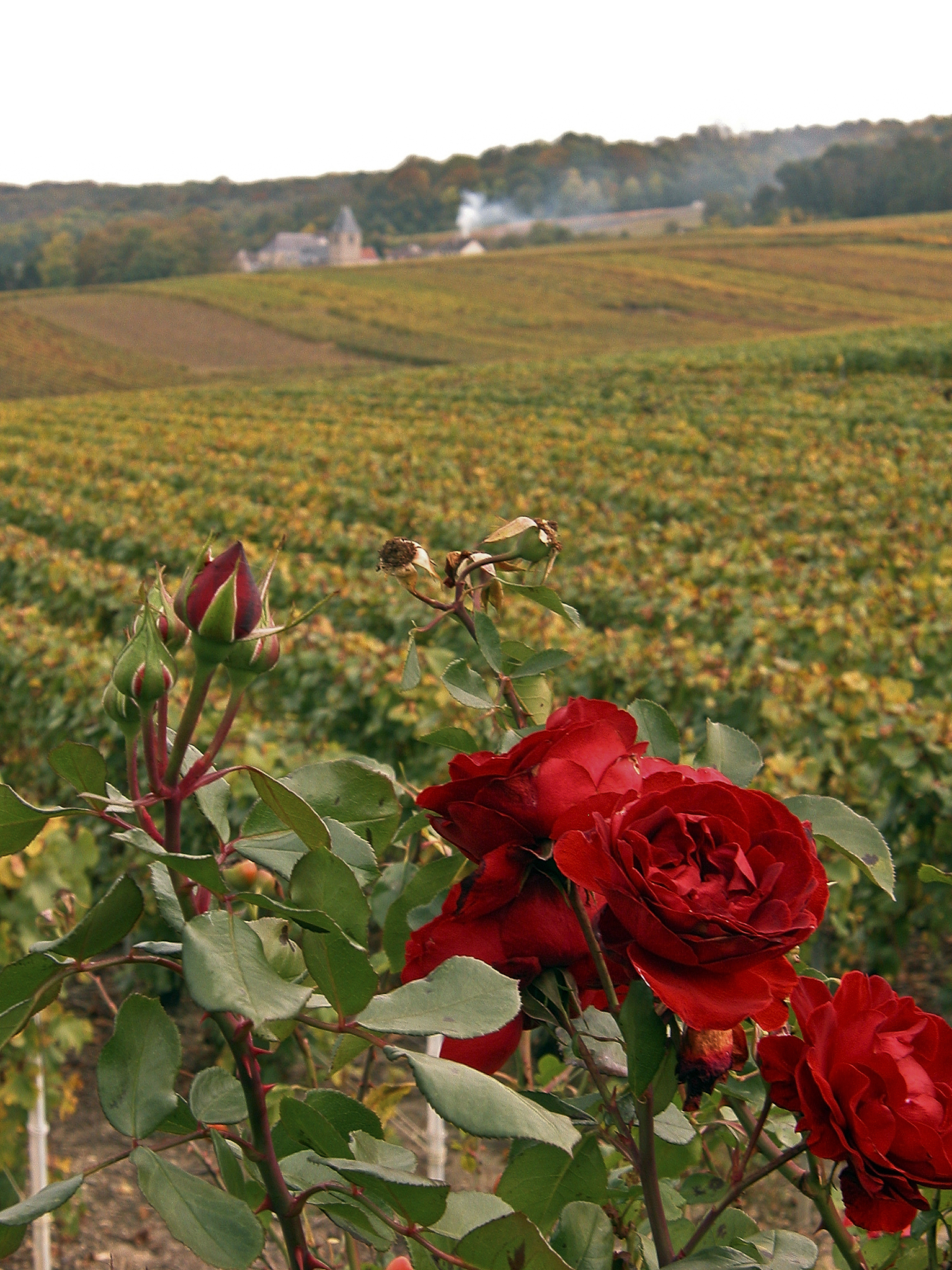
Le vignoble,

- Production de champagne.
- Boulangerie

## Culture et patrimoine

### Lieux et monuments
- Le monument aux morts.
- L'église.

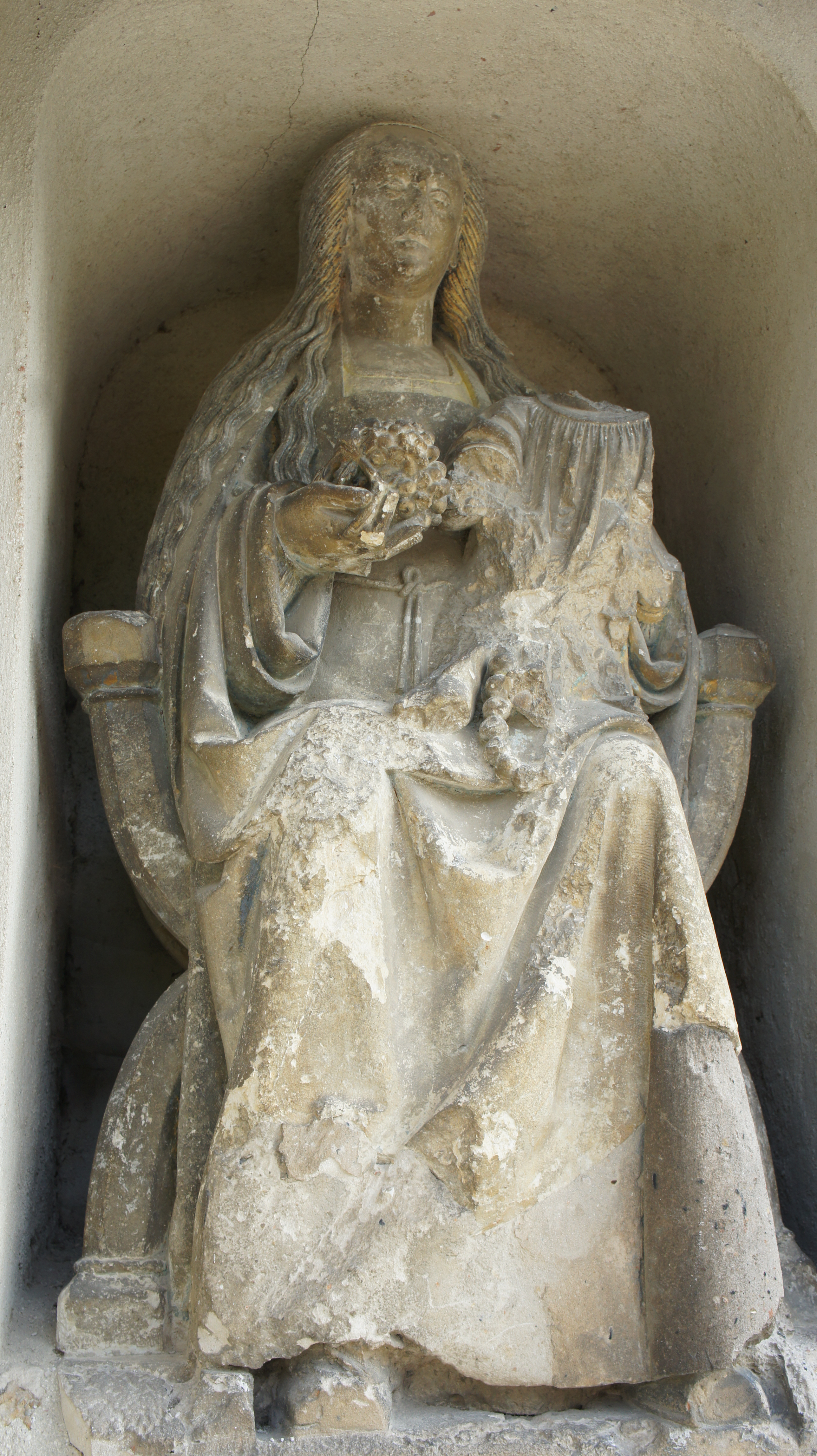
Marie à l'Enfant et aux raisins[34] du XVIe siècle.
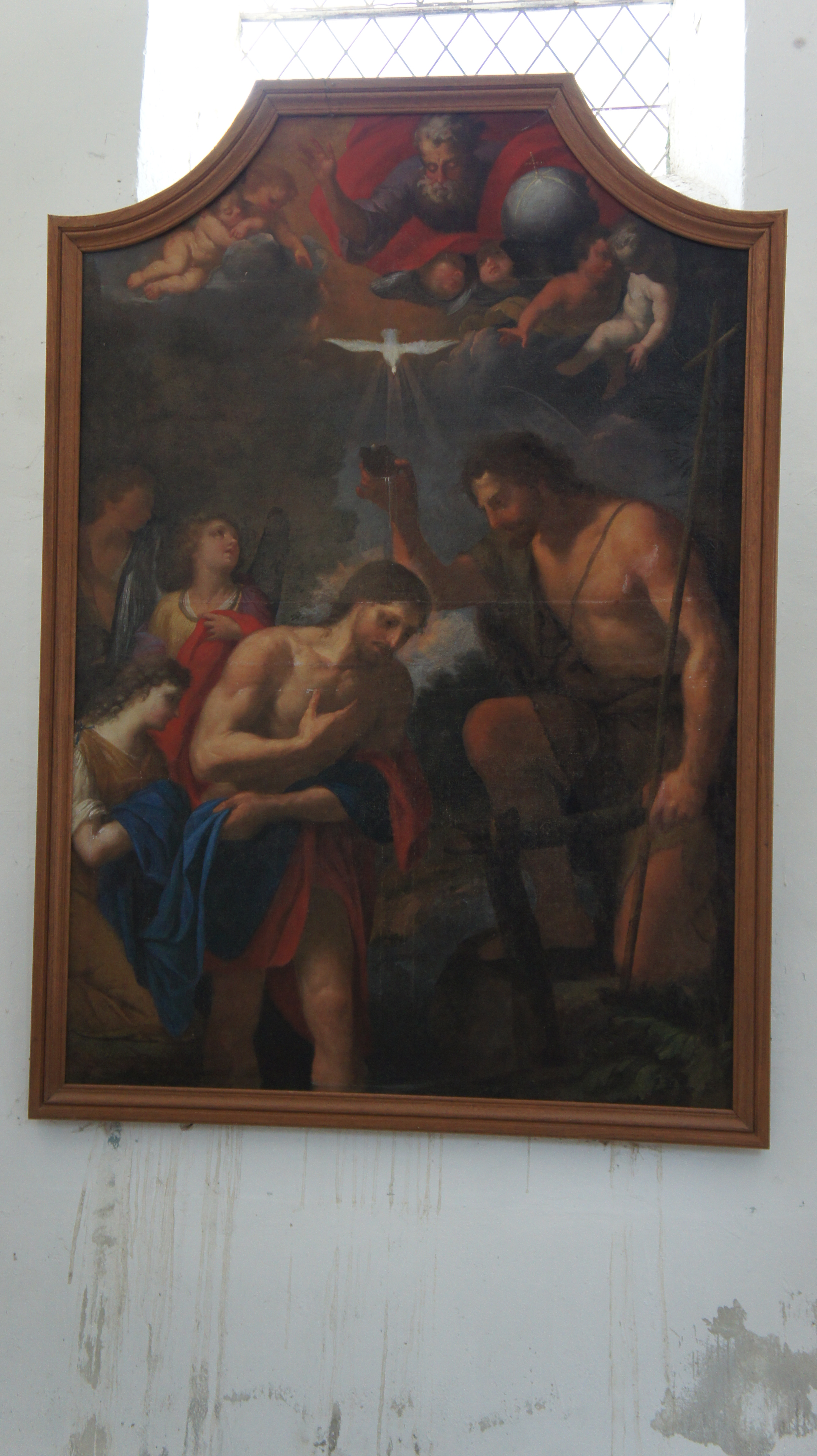
Baptême du Christ.
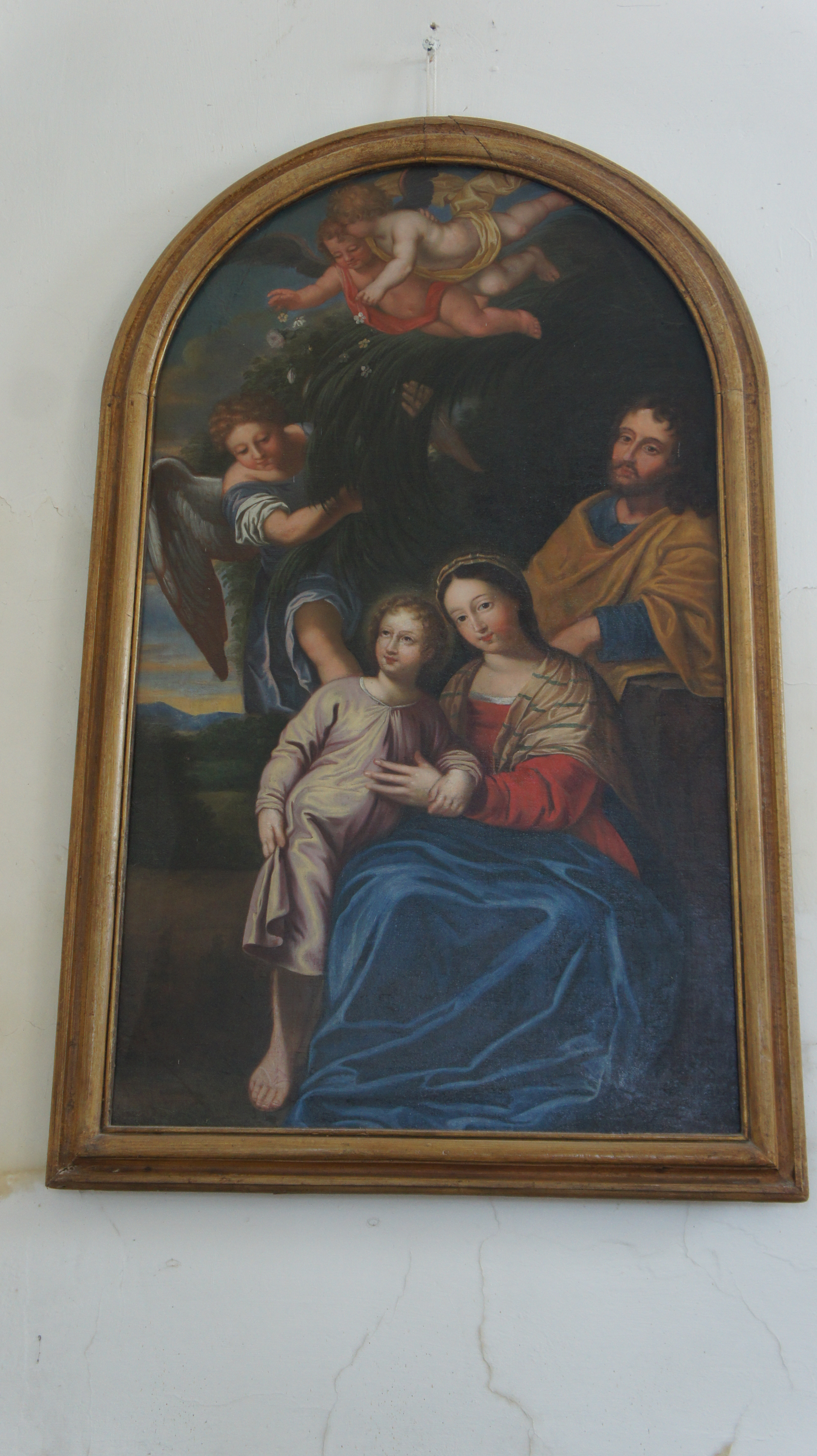
Le repos pendant la fuite en Égypte.
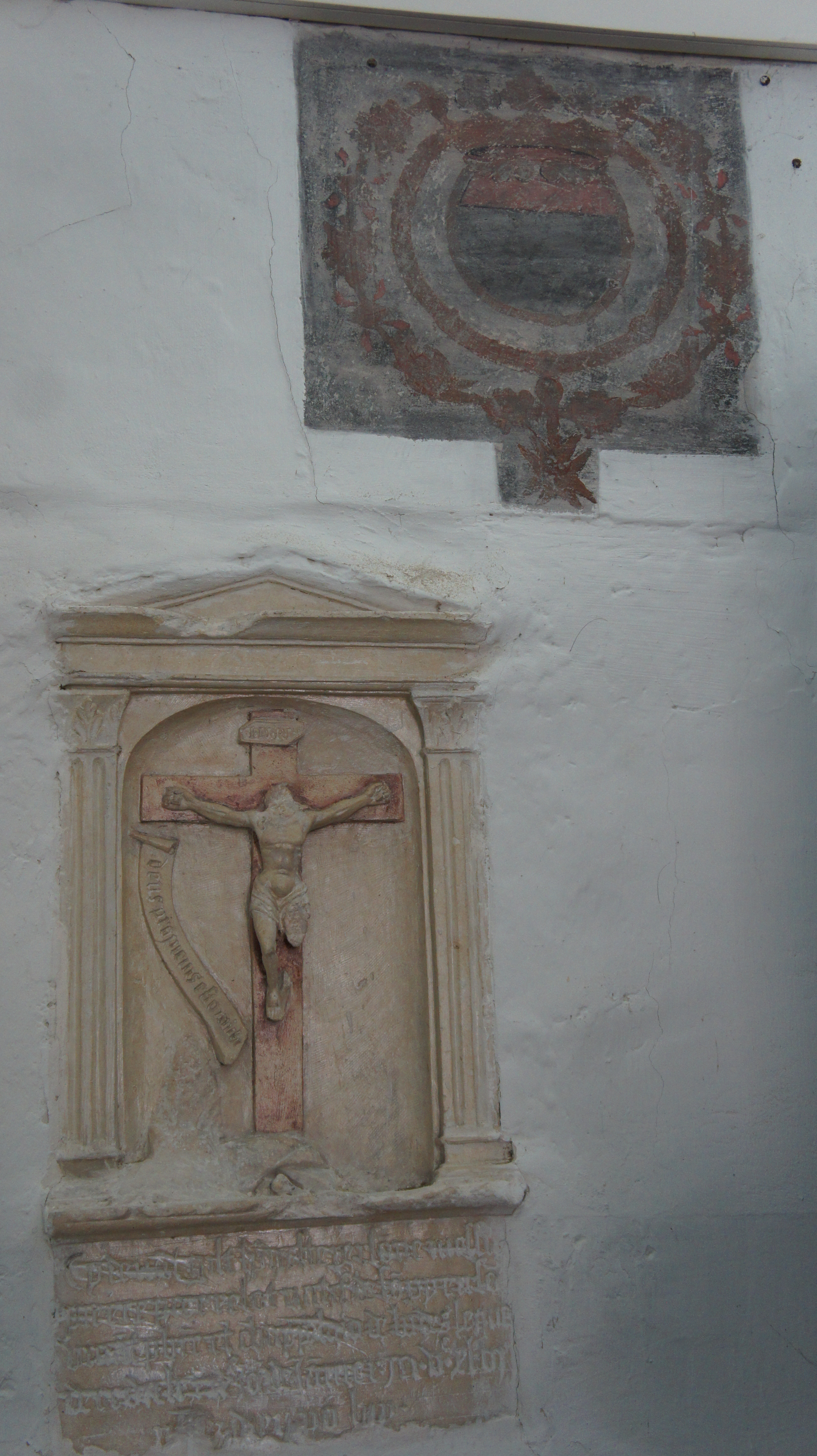
litre du marquis de Louvois et Christ en croix.
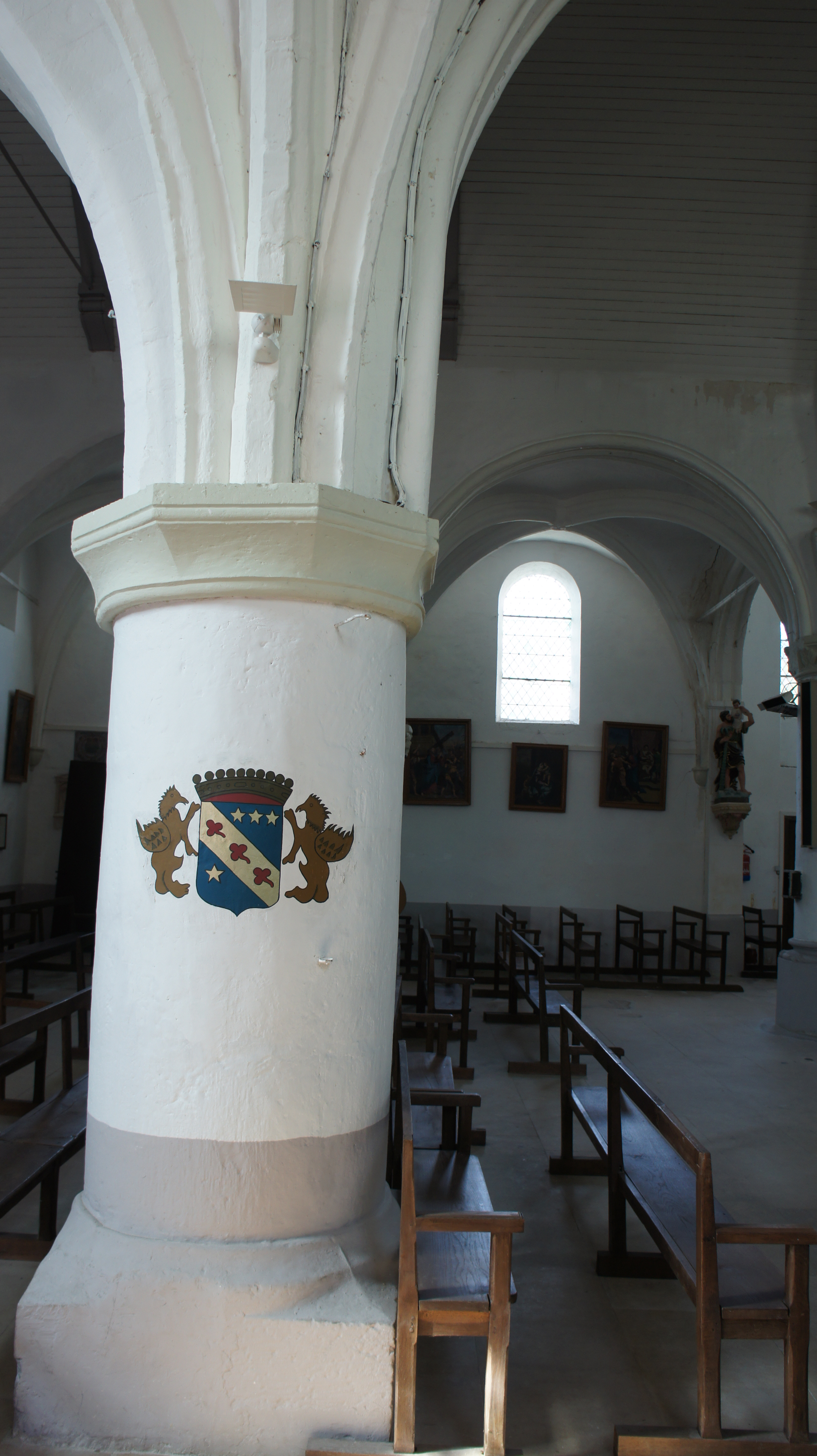
blason des Fillette seigneurs de Ludes au XVe siècle.
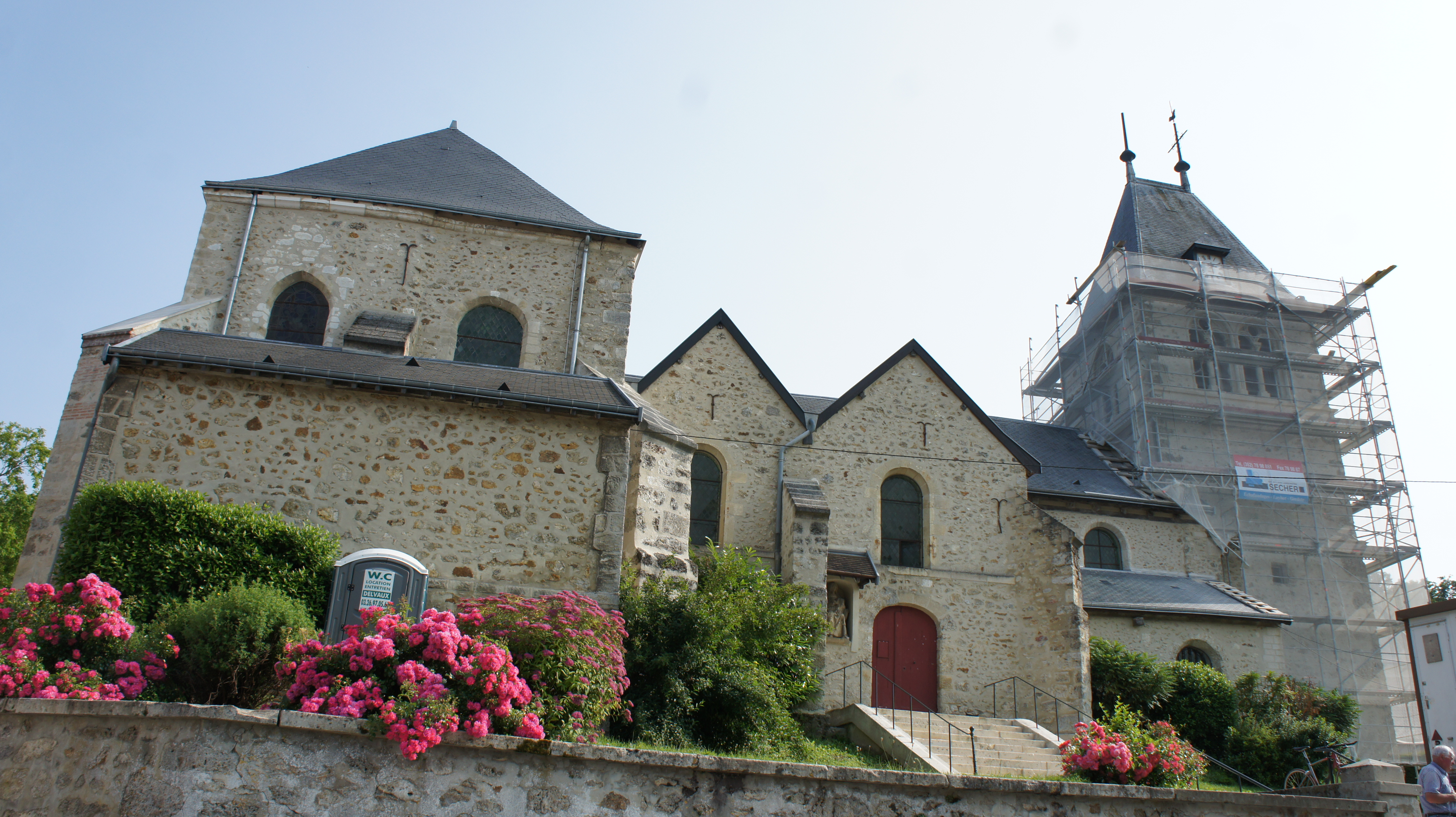
Vue de l'église et de sa Vierge au raisin.

### Personnalités liées à la commune
- Louis Émile Dérodé (1812-1864), député, mort à Ludes.
- Charles Rogier[35], seigneur de Ludes et Say, décédé en 1745 à l'âge de 75 ans, lieutenant criminel au présidial.

### Héraldique
| Blason de Ludes | Blason  | D'azur à la bande d'or chargée de trois grappes de raisin de pourpre (d'azur) posées à plomb, accompagnée en chef d'une étoile accostée de deux billettes, et en pointe d'un épi de blé, le tout d'or. |
| Blason de Ludes | Détails | Le statut officiel du blason reste à déterminer. |